# Älvsborgstrafiken
Älvsborgstrafiken var mellan 1983 och 1999 trafikhuvudman (även kallat länstrafikbolag) för dåvarande Älvsborgs län. Det innebar att de ansvarade för lokal kollektivtrafik inom sitt område.

## Bakgrund
Älvsborgstrafiken ansvarade för busstrafiken inom Älvsborgs län, undantaget Alingsås, Lerum och Ale kommuner. För de tre sistnämnda kommunerna ansvarade istället Göteborgsregionens lokaltrafik. Den konstituerande bolagsstämma hölls den 1 juni 1982.
Denna geografiska uppdelning innebar att Älvsborgstrafikens område var uppdelat i två separata delar. Resor mellan de två delerna gjordes i första hand med tåg på Älvsborgsbanan. Älvsborgstrafikens månadskort gällde på tåget även om det gick en lång sträcka genom Skaraborgs län. Tågtrafik sköttes av SJ, dock med möjlighet att åka på Älvsborgstrafikens månadskort. Det gällde förutom Älvsborgsbanans sträcka Öxnered-Borås, även Trollhättan-Åmål, Trollhättan-Ed, Bollebygd-Tranemo, Borås-Horred plus några nu nedlagda banor, Mellerud-Bengtsfors, Borås-Ulricehamn och Landeryd-Falköping. 
1998 bildades Västtrafik av de fem trafikhuvudmännen, Älvsborgstrafiken och Länstrafiken i Skaraborg och de tre i Göteborgs och Bohus län. Älvsborgstrafiken efterträddess delvis av Västtrafik Fyrbodal AB. De gamla företagen fanns dock kvar under en övergångstid och det var först i januari 2000 som man officiellt bytte till Västtrafik.